# Nikon D200

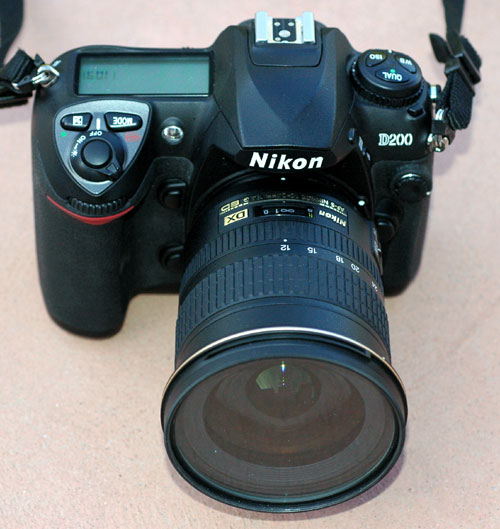
Nikon D200 con lente Nikkor DX 12-24mm.

La Nikon D200 es una cámara fotográfica DSLR de gama media, producida por la empresa Nikon.
Fue puesta en venta en noviembre de 2005.
Posee un captor CCD de 10,2 millones de píxeles. Esta cámara llena el vacío entre las cámaras Nikon D2X y Nikon D70.

## Características
- 10,2 megapíxeles
- 5 imágenes por segundo
- Cuerpo de magnesio (830 gramos)
- 11 puntos de autofoco
- Formatos de imagen: JPEG, NEF (RAW de Nikon), NEF-JPG.
- Dimensiones: 147×113×74
- Almacenamiento en tarjetas CF I y II, Microdrive.